# Гибсон, Джон (хоккеист)
Джон Гибсон (англ. John Gibson; род. 14 июля 1993, Питтсбург, Пенсильвания) — американский хоккеист, вратарь клуба Национальной хоккейной лиги (НХЛ) «Детройт Ред Уингз». Участник матча всех звёзд НХЛ (2016), обладатель Уильям М. Дженнингс Трофи в сезоне 2015/2016, победитель и лучший голкипер чемпионатов мира среди юниоров (до 18 лет, 2011 год) и среди молодёжных команд (2013 год), в составе основной сборной США бронзовый призёр на чемпионате мира 2013 года.

## Биография

### Ранние годы
Проведя сезон 2008/2009 в команде «Питтсбург Хорнетс» (возрастная категория до 16 лет), Джон Гибсон был призван в юниорскую сборную США, с которой выступал в юношеской Хоккейной лиге США.
После успешных выступлений в Хоккейной лиге США Гибсона ожидал драфт НХЛ. По рейтингу проспектов Джон занимал первое место среди североамериканских вратарей. Гибсон был выбран первым среди вратарей из Северной Америки во 2-м раунде под общим 39-м номером клубом «Анахайм Дакс».

### Клубная карьера
В первые годы после драфта молодой вратарь был откомандирован в ОХЛ, где с «Китченер Рейнджерс» дошёл до полуфинала плей-офф в сезоне 2011/2012.
Сезон 2013/2014 Гибсон начал в АХЛ в фарм-клубе «Анахайма» — «Норфолк Эдмиралс», но уже ближе к концу сезона впервые вышел на лёд в НХЛ. 7 апреля 2014 года, проводя свой дебютный матч в НХЛ в возрасте 20 лет и 277 дней, Гибсон стал самым молодым вратарём НХЛ с 1985 года, сохранившим в таком матче свои ворота в неприкосновенности. Он остановил 18 бросков, поучаствовав в победе «Дакс» над «Ванкувер Кэнакс» со счётом 3-0. 10 мая он стал самым молодым вратарём НХЛ, добившимся сухого счёта в дебютной игре Кубка Стэнли, а также вторым вратарём за всю историю лиги, выигравшим всухую свои дебютные матчи как в регулярном сезоне, так и в плей-офф, когда клуб из Анахайма в четвёртой игре второго круга победил «Лос-Анджелес Кингз» со счётом 2-0. Гибсон в этой игре отразил 28 бросков.
В сезоне 2014/2015 Гибсон вышел на лёд уже в первом матче «Дакс», отразив 38 бросков «Чикаго Блэкхокс» и снова сохранив свои ворота сухими, но вскоре последовала травма паха, выведшая его из строя на шесть недель, после которых он доигрывал сезон в «Эдмиралс». Всего за этот год он одержал 13 побед в 23 матчах регулярного сезона НХЛ и следующий сезон снова начал в АХЛ — на сей раз в «Сан-Диего Галлз». Однако когда основной вратарь «Дакс» Фредерик Андерсен заболел гриппом, Гибсона вернули в материнский клуб, и до возвращения датчанина Джон помог команде закончить 9-матчевый отрезок с 50-процентным результатом. После возвращения Андерсена в строй Гибсон продолжал выходить на лёд в большинстве игр «Анахайма». В этом сезоне он разделил первое место среди вратарей-новичков по победам (21) и занял чистое первое место по победам с сухим счётом — 4. Он также разделил с Андерсеном «Уильям М. Дженнингс Трофи» — приз, вручаемый основным вратарям команды НХЛ, пропустившей наименьшее количество шайб в сезоне, и был претендентом ещё на две награды НХЛ: «Везина Трофи» (приз лучшему вратарю, седьмое место по итогам голосования) и «Колдер Трофи» (приз лучшему новичку, также седьмое место). Помимо этих достижений Гибсон также впервые за карьеру принял участие в Матче всех звёзд НХЛ.
Летом 2018 года, за год до окончания текущего контракта, продлил соглашение с «Анахаймом» на 8 лет до конца сезона 2026/27 с годовой зарплатой 6,4 миллиона долларов.

### Выступления за сборную
В качестве игрока юниорской сборной США Джон Гибсон участвовал в чемпионате мира среди юношей в возрасте до 17 лет 2010 года, показав на нём лучший результат по пропущенным шайбам за игру (1,33). Выиграв с американскими юниорами также чемпионат мира 2011 года (в возрастной категории до 18 лет) и став его лучшим вратарём, в следующие два года Гибсон защищал ворота молодёжной сборной США на чемпионатах мира в возрасте до 20 лет. На молодёжном чемпионате 2013 года Гибсон отразил 95,5 % бросков, завоевал с американской командой золотые медали и был признан лучшим вратарём первенства и его самым полезным игроком.
В том же году Гибсон вышел на лёд и в составе взрослой сборной США на чемпионате мира в Швеции и Финляндии и стал с ней бронзовым призёром и самым молодым вратарём со времён Владислава Третьяка, участвовавшим в плей-офф взрослого чемпионата мира. В следующий раз в турнире на уровне сборных он появился в 2016 году на Кубке мира, где защищал ворота сборной молодых звёзд Северной Америки.

## Награды и достижения
| Награда                                           | Год          |
| ------------------------------------------------- | ------------ |
| Лучший вратарь юниорского чемпионата мира         | 2011         |
| Приз лучшему вратарю года имени Дэйва Петерсона   | 2011         |
| Самый ценный игрок молодёжного чемпионата мира    | 2013         |
| Лучший вратарь молодёжного чемпионата мира        | 2013         |
| Символическая сборная молодёжного чемпионата мира | 2013         |
| Новичок месяца в НХЛ                              | декабрь 2015 |
| Участник Матча всех звёзд НХЛ                     | 2016         |
| Уильям М. Дженнингс Трофи                         | 2016         |